# Don Erre que erre
Don Erre que erre és una pel·lícula de comèdia espanyola dirigida per José Luis Sáenz de Heredia i estrenada el 21 de setembre de 1970.

## Argument
Don Rodrigo Quesada (Paco Martínez Soria) és un home conegut en el barri per la seva contumàcia i tossuderia. És una persona d'idees fixes que no para fins a aconseguir tot allò que es proposa. Un dia s'acosta a les oficines del Banc Universal però es produeix un atracament i les 257 pessetes que don Rodrigo estava retirant en aquest moment són robades. El totpoderós Banc es nega a retornar-li a don Rodrigo aquesta petita quantitat de diners, però aquest no pararà fins a aconseguir-ho. Com tampoc pararà fins a aconseguir que la seva dona Luisa (Mari Carmen Prendes) quedi de nou embarassada, malgrat l'edat de tots dos i que la seva única filla Marisa (Josele Román) entri en raó i abandoni la seva idea de prendre els hàbits.

## Repartiment
- Paco Martínez Soria: Rodrigo Quesada
- Mari Carmen Prendes: Luisa
- José Sacristán: Valentín Serrano
- Josele Román: Marisa
- Tomás Blanco: Briceño jauna
- Guillermo Marín: San Tortoloko markesa
- Valeriano Andrés: Santiago Padrón
- Alfonso del Real: Fontán
- Manuel Alexandre: Raimundo
- Jesús Guzmán: Ruiz
- José María Escuer: Doctor Alonso
- Félix Dafauce: Antonio
- Xan das Bolas: guàrdia civil

## Premis
Als Premis del Sindicat Nacional de l'Espectacle de 1970 Tomás Blanco va rebre el premi al millor actor secundari.